# Chulum Hidalgo
Chulum Hidalgo är en ort i Mexiko.   Den ligger i kommunen Tila och delstaten Chiapas, i den sydöstra delen av landet, 700 km öster om huvudstaden Mexico City. Chulum Hidalgo ligger 1 159 meter över havet och antalet invånare är 418.
Terrängen runt Chulum Hidalgo är bergig åt nordväst, men åt sydost är den kuperad. Runt Chulum Hidalgo är det ganska tätbefolkat, med 111 invånare per kvadratkilometer. Närmaste större samhälle är Chulum Juárez, 7,0 km söder om Chulum Hidalgo. I omgivningarna runt Chulum Hidalgo växer i huvudsak städsegrön lövskog.